# Namewee
Nameweeは、マレーシアのマルチタレント。中国語名は黄明志（閩南語ローマ字：Wee Meng Chee、普通話拼音: Huáng Míng zhì）。中華民国の銘伝大学コミュニケーション学部卒。

## 経歴
祖籍は海南省。学生時代からバンド“大娘楽隊”を組み、楽曲を制作していたNameweeは、2006年からYouTubeに自作曲を投稿するようになる。Nameweeのアカウントは、当時から使用しているもので、YouTube以外の場でも英語名として使っている。2007年にはミニアルバム『明志』をリリースした。
2009年には、光良、張智成、林宇中、龔柯允らマレーシア出身のアーティストと共に八八水災のチャリティソング「還有我」に参加。Namewee自身は歌っていないが、同曲の作詞とMV制作を行なっている。2013年に創設された金筝獎（マレーシアの映画賞）の最佳電影主題曲部門には「大英雄（『大英雄・小男人』主題歌）」「Rasa Sayang 2.0（『ナシレマ 2.0』主題歌）」「We are Gangster （『鬼老大哥大』主題歌）」の3曲がノミネートされ、このうち「We are Gangster」にて同賞を受賞した。2014年の第25回金曲奨では、自身が歌う「泰國情哥」が最佳音楽録影帯奨に、2016年の第27回金曲奨と2017年の第28回金曲奨では、最佳国語男歌手奨にノミネートされたが、いずれも受賞はならなかった。2019年は黄若煕（リボン・オーイ）の「十種自殺的方法」のMVで最佳音楽録影帯奨にノミネートされたが、Namso & You（落日飛車の「Slow」のMVを制作）が賞を獲得したのでまたしても受賞を逃した。2020年は年度歌曲奨と最佳国語男歌手奨の2部門にノミネートされたが、どちらも受賞はならなかった。2022年は「玻璃心」で年度歌曲奨にノミネートされたが、やはり受賞はならなかった。
2011年からは自身が監督・脚本・主演の映画を制作している。監督デビュー作『ナシレマ 2.0』では、2012年の大阪アジアン映画祭にて「来るべき才能賞」を受賞した。2013年には『カラ・キング』を公開。2014年1月には『バングラシア』を公開予定だったが、マレーシア政府より作品の約90パーセントに及ぶ31箇所の修正を求められ、実質的にマレーシア国内で上映禁止となったこともあり、国外の映画祭にて1年遅れで公開となる。2020年に公開された『BABI』の主題歌「Happy Family」は第57回金馬奨にて最佳原創電影歌曲獎にノミネートされたが、受賞はならなかった。
Nameweeの作品は政治、社会、宗教などに批判する傾向があるため、多くの作品はマレーシアや中国などで検閲の対象となっており、実際に楽曲「Oh My God!」のMVに宗教を侮辱する演出があるとされ逮捕されたり（逮捕に前後して該当の動画は削除され映像を差し替えて再投稿されている）、「玻璃心」を公開した際は中国の検閲当局によって陳芳語と共にインターネット上から存在を消し去られている。

## 作品
一部楽曲は有料配信されている。

### CD
- 明志 EP （2007年）
- 好好嘢 （2010年、Prodigee Media）[18]
- 亞洲通緝 （2013年）
- 亞洲通殺 （2015年、avex）
- 亞洲通車 （2016年、avex）
- 亞洲通吃 （2017年、avex）
- 亞洲通牒 （2018年、avex）
- 亞洲通話 （2019年、avex）
- 亞洲通才 （2020年、avex）
- 鬼才做音樂 （2021年）

### 映画

#### 監督作品
- ナシレマ 2.0（英語版、中国語版）（2011年）[19]
- 鬼老大哥大（英語版、中国語版）（2012年）
- カラ・キング（中国語版）（2013年）[10]
- バングラシア（英語版、中国語版）（2015年）[14]
- BABI（2020年）[20]
- 辣死你媽傳人（英語版、中国語版）（2022年）

#### 出演した映画
- 大英雄・小男人（英語版）（2011年）[21][YouTube 2] ※主題歌も担当
- 阿炳：馬到功成（2014年）[YouTube 3]
- 超級神仙石（2014年）[YouTube 4]
- 百武禁忌（2015年）[YouTube 5]
- 大顯神威（中国語版）（2016年）[YouTube 6] ※劇伴音楽も担当
- 旧街場（2016年）[YouTube 7]
- アメイジング・タイタンマン（2018年）
- フレンドゾーン（2019年） ※カメオ出演

### YouTube
1. ↑  “88水災大馬幫震災大合唱- 還有我 官方MV”.   YouTube. 2016年2月18日閲覧。
2. ↑  “Petaling Streets Warriors 《大英雄 • 小男人》- NameWee黄明志篇”.   YouTube. 2016年7月18日閲覧。
3. ↑  “阿炳馬到功成 預告片 AH BENG MISSION IMPOSSIBLE TRAILER”.   YouTube. 2016年7月18日閲覧。
4. ↑  “草民电影《超级神仙石》制作特辑 Part 1 (TMO Super Stone Part 1)”.   YouTube. 2020年12月14日閲覧。
5. ↑  “百武禁忌 官方预告片 Kungfu Taboo Official Trailer”.   YouTube. 2016年7月18日閲覧。
6. ↑  “《大顯神威》前導預告HD ，8/19全台上映”.   YouTube. 2016年7月18日閲覧。
7. ↑  “《旧街场》官方预告片 Old Town Story Official Trailer In cinema on 26 May 2016”.   YouTube. 2020年12月14日閲覧。